# آئودی پایکس پیک کواترو
آئودی پایکس پیک کواترو (Audi Pikes Peak quattro) خودرویی است که در سال‌های ۲۰۰۳تولید شده‌است. طراحی آن موتور جلو  و خودرو چهار چرخ محرک بوده ‌است. سیستم جعبه‌دندهٔ آن ۶ دنده به صورت خودکار است.